# 丁奉 (正德進士)
丁奉（1480年—1543年），字献之，號南湖，南直隶苏州府常熟縣人，民籍。

## 生平
生于成化十六年庚子（1480年）。早年治《詩經》，弘治甲寅（1494）年娶妻秦氏，由縣學生中式正德二年（1507年）應天府鄉試第九十二名舉人，年二十九歲中式正德三年（1508年）戊辰科會試第十八名，第二甲第四十九名進士。正德四年（1509年）年授南京吏部文选司主事，进员外郎，升郎中，是年其母徐氏去世，丁内艰归。正德十年（1515年）五月考察，以浮躁浅露者降一级调外任。正德十三年（1518年），服阙后致仕辞官。隐退后，筑室尚湖之滨，建教堂、乐愚斋、三角亭、代胜山等，史称“寄傲湖山，沉酣六籍”。嘉靖二十二年癸卯（1543年）去世。著《通鉴节要》五十卷、《南湖留稿》十二卷。

## 家族
曾祖丁埙。祖丁祐，義官。父丁森。母徐氏。重庆下，兄泰、弟秦、表。